# Сеце (Польща)
Сеце (пол. Siecie) — село в Польщі, у гміні Смолдзіно Слупського повіту Поморського воєводства.
Населення — 136 осіб (2011).
У 1975-1998 роках село належало до Слупського воєводства.

## Демографія
Демографічна структура станом на 31 березня 2011 року:
|          | Загалом | Допрацездатний вік | Працездатний вік | Постпрацездатний вік |
| -------- | ------- | ------------------ | ---------------- | -------------------- |
| Чоловіки | 77      | 14                 | 58               | 5                    |
| Жінки    | 59      | 6                  | 40               | 13                   |
| Разом    | 136     | 20                 | 98               | 18                   |